# Katastrofa UH-60 Black Hawk w południowym Meksyku
Wypadek śmigłowca Black Hawk nr 1071 Meksykańskich Sił Powietrznych – wypadek lotniczy, do którego doszło 16 lutego 2018 w okolicach miasta Santiago Jamiltepec w stanie Oaxaca w południowym Meksyku. Maszyna spadła na zaparkowane samochody i stojących obok ludzi.

## Opis lotu
Gubernator stanu Oaxaca Alejandro Murat, sekretarz spraw wewnętrznych Alfonso Navarrete Prida, dowódca 46. Okręgu Wojskowego Erwin Rodolfo Solórzano i inni urzędnicy wizytowali rejon trzęsienia ziemi. Podczas podchodzenia do lądowania w silnym zapyleniu, na wysokości ok. 40 m, pilot stracił kontrolę nad śmigłowcem. Maszyna spadła na zaparkowane samochody. Zginęło 14 osób, a 15 zostało rannych. Wszystkie ofiary znajdowały się na ziemi, piloci i pasażerowie odnieśli tylko niewielkie obrażenia.

## Przyczyny wypadku
Przyczyny wypadku nie są jeszcze znane.